# C/1957 P1 (Mrkos)
Kometa Mrkosa (C/1957 P1) – kometa, którą po raz pierwszy zaobserwował 29 lipca 1957 roku Antonín Mrkos.

## Orbita
Orbita komety C/1957 P1 ma kształt bardzo wydłużonej elipsy o mimośrodzie 0,999. Jej peryhelium znajduje się w odległości 0,35 j.a. od Słońca, a kometa przeszła przez nie 1 sierpnia 1957 roku. Nachylenie orbity względem ekliptyki to wartość 93,9˚.